# Битка код Грабровника
Битка код Грабровника вођена је 29. септембра 1580. године између турске и хрватске војске. Завршена је хрватском победом.

## Битка
Због честих турских упада из пожешког санџака према градовима у Подравини и активности санџак-бегова из Угарске у правцу Визвара, канишки капетан Јурај Зрински приступио је припремама за упад у пожешки санџак са намером да осујети даље турске нападе у Подравини. У току припрема, пожешки санџак-бег Скендер је са око 4.000 војника (по млетачким изворима) кренуо друмом Подравска Слатина-Копривница према Вараждину. У међувремену, кренула је према пожешком санџаку истим правцем колона од 2.400 хрватско-крајишких војника на челу са копривничким капетаном Иваном Глобицером, канишким капетаном Јурајем Зринским и визварским капетаном Николом Малекоцијем. У сусретном боју код Грабровника хрватско-крајишке снаге потукле су Турке. У борби је погинуо и Скендер-бег.